# Alternanthera flava
Alternanthera flava là loài thực vật có hoa thuộc họ Dền. Loài này được (L.) Mears mô tả khoa học đầu tiên năm 1980.